# Mayo-Boneye
Mayo-Boneye ou Maio-Bonei é um dos quatro departamentos da região de Mayo-Kebbi Est, no Chade. Sua capital é a cidade de Bongor.

## Subdivisões
Mayo-Boneye está dividido em 7 sub-prefeituras:
- Bongor
- Gam
- Kim
- Koyom
- Molkou
- Rigaza
- Samga